# Gretl
gretl er et open source statistikprogram.
Navnet er et akronym for GNU Regression, Econometrics and Time-series Library.